# Pastoralmedizin
Der Ausdruck Pastoralmedizin bezeichnet eine Spezialdisziplin im Fächerkanon der christlichen Theologie, die der praktischen Theologie zugeordnet ist und dort zu deren ältesten Teildisziplinen zählt.

## Abgrenzung und Grenzfragen
Die Pastoralmedizin verbindet Thematiken der Anthropologie und speziellen Metaphysik, der Medizin, Psychiatrie und Ethik sowie der Theologie in der Einsicht, dass einige Fragen offensichtlich nicht rein medizinisch, aber auch nicht rein pastoral zu beantworten sind. Diese Fachdisziplin steht genau an der Schnittstelle von Medizin und Pastoral und nähert sich mit ihren Methoden Grenzfragen an. Zwar ging es auch um konkrete Information von arbeitenden Klerikern über medizinische Sachverhalte und um Unterstützung etwa für deren Wirken in der Krankenseelsorge oder in der Informationsweitergabe von der Kanzel, z. B. über Fragen der Hygiene; fachsystematisch betrachtet stehen aber Grenzfragen der Disziplinen im Zentrum sowie Themen, die in der heutigen Organisation theologischer Disziplinen größerenteils der Theologischen Ethik zugehören.

## Geschichte des Faches
Die Teildisziplin Pastoralmedizin entsteht im 17. bis 18. Jahrhundert. Der ursprünglichen Bestimmung des Faches liegt ein Verständnis der Pastoraltheologie zugrunde, das diese als Unterweisung der Gläubigen nicht nur in pastoralen, sondern ganz allgemein lebensweltlich wichtigen – und damit auch medizinischen – Fragen versteht. Um 1800 herum z. B. lernte ein Pfarrer in der Pastoraltheologie auch, wie er den Bauern Hygiene von der Kanzel herab beibringen kann. Eine solche Auffassung des Faches lässt sich als dominant bis ca. 1850 und teilweise auch bis ins späte 19. Jhd. ausmachen. Ähnliche Predigten werden allerdings auch im 20. Jh. noch gehalten.

## Pastoralmedizin heute
Letzte größere Veröffentlichungen, die sich selbst als „Pastoralmedizin“ titulieren und in der Kontinuität dieses Faches stehen, gab es bis in die 1950er Jahre. Nach dem Konzil sind die Inhalte der Pastoralmedizin einerseits in die Pastoralpsychologie, andererseits und größtenteils in die Moraltheologie gewandert. An einzelnen Orten besteht auch die Lehrstuhldenominationen „Pastoralmedizin“ noch länger fort. Gottfried Roth († 2006) beispielsweise hatte 1971–77 eine Dozentur für Pastoralmedizin in Wien inne, dann ab 1979 in St. Pölten und 1990–96 am kirchlichen Institut Rolduc in den Niederlanden.